# Aleja Narodowa
Aleja Narodowa (czes. Národní třída) – nowela Jaroslava Rudiša, ukończona w roku 2013 (pol. wyd. 2016). Pierwotnie ukazała się w 2012 roku jako sztuka teatralna, która została wystawiona w brneńskim teatrze Feste.

## Styl
Książka składa się z 19 rozdziałów, składających się z kilku zdań lub kilku stron. Tekst jest monologiem Vandama skierowanym do swojego syna. Wyjątkiem jest rozdział 10 napisany w trzeciej osobie.

## Opis fabuły
Głównym bohaterem „Alei Narodowej” jest Vandam (jego przezwisko pochodzi od nazwiska aktora Jean-Claude’a Van Damme’a, którego filmy protagonista wciąż ogląda na kasetach VHS). W swoim dotychczasowym życiu przeżył wyrok w więzieniu, uzależnienie od narkotyków oraz brał udział w wydarzeniach z 17 listopada 1989 (tego dnia doszło do stłumienia studenckiej demonstracji, co jest uznawane za początek aksamitnej rewolucji). Vandam twierdzi, że to on zadał pierwszy cios, czym rozpoczął aksamitną rewolucję.
Obecnie zarabia na życie malując dachy, a swój wolny czas spędza w gospodzie „Północna”, gdzie spotyka się ze swoimi znajomymi, pije i od czasu do czasu wdaje się w bójki dając przy tym „lekcje życia”.
Wielokrotnie opowiada o relacji ze swoim synem (Vandam rozstał się ze swoją żoną, która im nie pozwala się widywać) i ze swoim bratem, z którym uczestniczył w pamiętnych wydarzeniach w roku 1989. Właśnie ono jest często wspominane przez jego kolegów, przez co urasta praktycznie do rangi „bohatera”.
W swych opowiadaniach niejednokrotnie odwołuje się do momentów z własnego życia (np. śmierci swojego ojca w Boże Narodzenie), a także do historii – zwycięstwa Germanów nad Rzymianami w Lesie Teutoburskim czy Hitlera. Sam uważa się za „ostatniego Rzymianina”, a „hajlowanie” tłumaczy jako „rzymskie pozdrowienie”.
Przełomem w jego życiu okazuje się moment, w którym do „Północnej” przychodzi komornik, który domaga się spłaty długów przez Sylvę. Vandam staje w jej obronie, jednak przegrywa bójkę. Później zostaje odwieziony do lasu przez dwóch policjantów, gdzie zostaje pobity ze skutkiem śmiertelnym. W międzyczasie wyjaśnia policjantom, że owszem brał udział w wydarzeniach na Alei Narodowej, ale po stronie policji.